# 1663 en philosophie
Chronologie de la philosophie
- 1659
- 1660
- 1661
- 1662
- 1663
- 1664
- 1665
- 1666
- 1667

L’année 1663 a été marquée, en philosophie, par les événements suivants :

## Publications
- René Descartes : Les Principes de la philosophie.

- Gottfried Wilhelm Leibniz : De principio individui - Traduction : Du principe d'individuation. Le titre complet est Disputatio metaphysica de principio individui, soit Discussion métaphysique sur le principe d'individuation.

- Charles de Saint-Évremond : Réflexions sur les divers génies du peuple romain (1663)

## Décès
- Claude Guillermet de Bérigard (ou Beauregard) (1578, Moulins – v. 1663) est un philosophe français du XVIIe siècle. En latin son nom est « Claudius Berigardus ».